# Memory and Destiny
Memory and Destiny è l'ottavo album dei Graveland pubblicato nel 2002.

## Tracce
1. Fate of Warrior – 8:49
2. Jewel of Atlanteans – 9:44
3. Memory and Destiny – 10:17
4. Legion of Giants – 9:35
5. Runes of Rise – 9:37

## Formazione
- Rob Darken - Tutti gli strumenti, voce